# Estadio Chamazi
El Chamazi Stadium es un estadio de usos múltiples en Temeke, Dar es Salaam, Tanzania. Conocido oficialmente como Azam Complex Stadium.
Actualmente se utiliza principalmente para partidos de fútbol y es el estadio del Azam FC. El estadio tiene capacidad para 10.000 personas.
El terreno ha sido reconocido por la Confederación Africana de Fútbol y puede usarse para jugar partidos internacionales.
Inaugurado oficialmente el 21 de marzo de 2013 pero utilizado para partidos de fútbol desde 2010.
El estadio fue sede de algunos partidos de la Copa Africana de Naciones Sub-17 2019 disputado en el país.